# Џаспер (Мисури)
Џаспер (енгл. Jasper) град је у америчкој савезној држави Мисури.

## Демографија
По попису из 2010. године број становника је 931, што је 80 (-7,9%) становника мање него 2000. године.
| Група             | 2000.       | 2010.       |
| Белци             | 951 (94,1%) | 898 (96,5%) |
| Афроамериканци    | 3 (0,3%)    | 3 (0,3%)    |
| Азијати           | 2 (0,2%)    | 5 (0,5%)    |
| Хиспаноамериканци | 26 (2,6%)   | 5 (0,5%)    |
| Укупно            | 1.011       | 931         |